# Machimus aridus
Machimus aridus är en tvåvingeart som beskrevs av Pavel Lehr 1999. Machimus aridus ingår i släktet Machimus och familjen rovflugor. Inga underarter finns listade i Catalogue of Life.